# Liste der Bodendenkmale in Bensdorf
Die Liste der Bodendenkmale in Bensdorf enthält alle Bodendenkmale der brandenburgischen Gemeinde Bensdorf und ihrer Ortsteile auf der Grundlage der Landesdenkmalliste vom 31. Dezember 2020.
Die Baudenkmale sind in der Liste der Baudenkmale in Bensdorf aufgeführt.
| Gemarkung                   | Flur     | Kurzansprache | Bodendenkmalnummer | Bemerkung | Bild |
| --------------------------- | -------- | --- | ------------------ | --------- | ---- |
| Bensdorf (Lage)             | 20, 21   | Siedlung Bronzezeit, Siedlung Neolithikum | 30996              |           |      |
| Bensdorf (Lage)             | 21       | Gräberfeld Urgeschichte, Siedlung Neolithikum | 30997              |           |      |
| Bensdorf, Wusterwitz (Lage) | 20, 3, 4 | Siedlung Bronzezeit, Gräberfeld Bronzezeit, Rast- und Werkplatz Mesolithikum, Grenzmarkierung Neuzeit, Siedlung Eisenzeit, Siedlung Neolithikum, Hügelgrab Bronzezeit | 30994              |           |      |